# Espoon Koho
Espoon Koho est une tour construite dans le quartier Matinkylä de la ville d'Espoo en Finlande. 

## Présentation
La tour est située près du centre commercial Iso Omena et de la station de métro Matinkylä du Länsimetro. 
Son principal concepteur est le cabinet d'architecte Arkkitehtoimisto Petri Rouhiainen Oy. 
La construction de la tour par Skanska Talonrakennus Oy s'est achevé en décembre 2018.
La hauteur du bâtiment est d'environ 60 mètres et compte 19 étages, dont 16 étages à usage résidentiel.
Le bâtiment compte au total 134 appartements, du studio au mètre carré, d'une superficie de 30,5 m2 à 108 m2. 
Il y a deux locaux commerciaux au rez-de-chaussée de l'immeuble. 
De plus, il y a des installations de stockage aux deux étages inférieurs et des installations communes de sauna et de club au dernier étage. 
Une aire de stationnement à deux niveaux est situé sous la cour de l'ilot urbain.

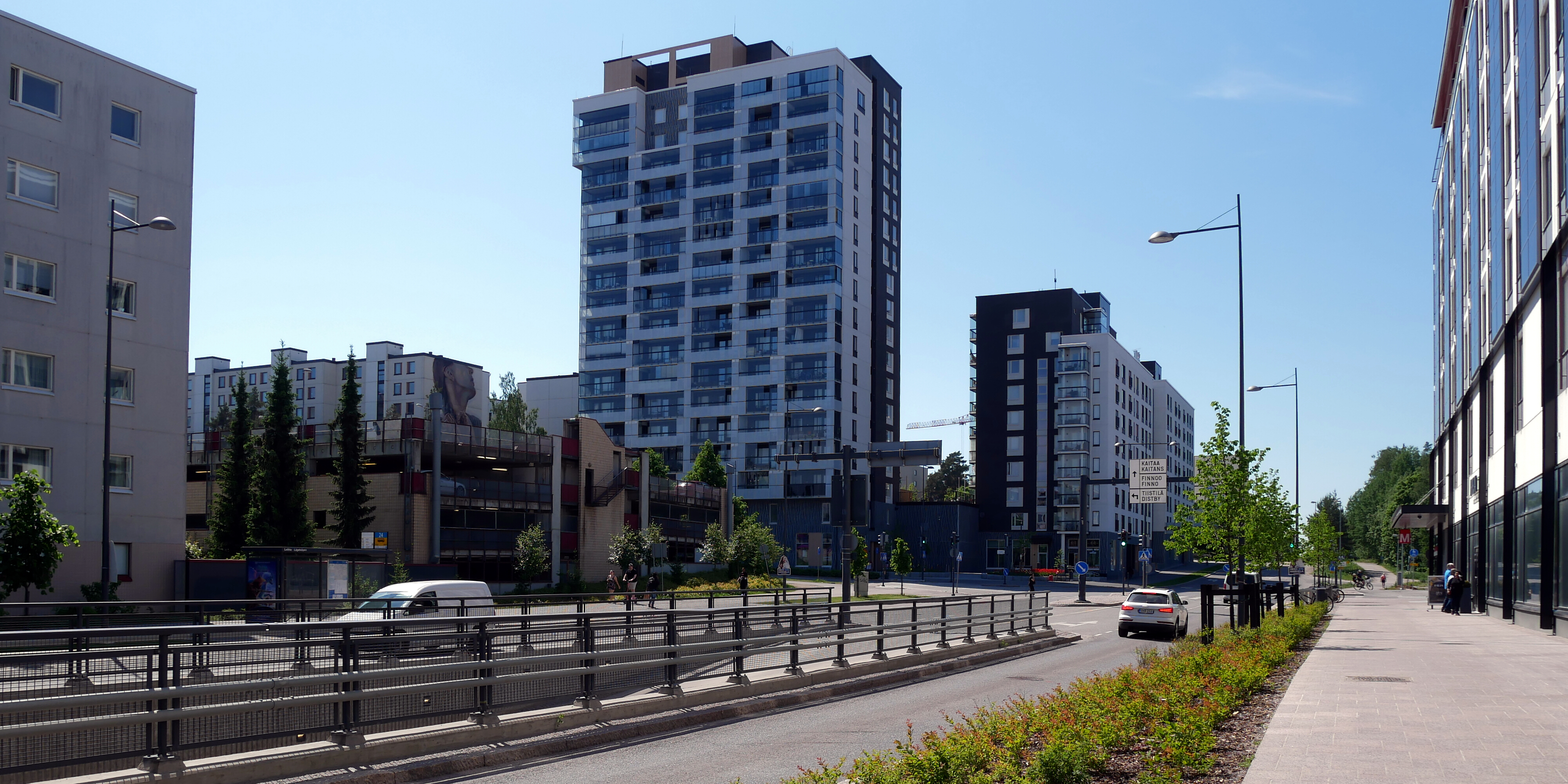
La tour Espoon Koho et la route Suomenlahdentie.